# والتر شرودر
والتر شرودر (بالألمانية: Walter Wilhelm Ludwig Schröder)‏ هو مجدف ألماني، ولد في 29 ديسمبر 1932 في أوتاشت ‏ في ألمانيا.

## وصلات خارجية
- والتر شرودر على موقع الاتحاد الدولي للتجديف (الإنجليزية)
- والتر شرودر على موقع اللجنة الأولمبية الدولية (الإنجليزية)
- والتر شرودر على موقع أوليمبيديا (الإنجليزية)